# Jarov (powiat Pilzno Północ)
Jarov – miejscowość i gmina (obec) w Czechach, w kraju pilzneńskim, w powiecie Pilzno Północ. W 2022 roku liczyła 143 mieszkańców.